# Burisma Holdings
Burisma Holdings Limited je holdingová společnost pro skupinu energetických těžebních a výrobních společností. Společnost má sídlo v Kyjevě na Ukrajině, ale je registrovaná v Limassolu na Kypru. Burisma je aktivní na ukrajinském trhu se zemním plynem od roku 2002. Jde o jednu z největších soukromě vlastněných společností na těžbu zemního plynu na Ukrajině. Je vlastněna ukrajinským oligarchou Mykolou Zločevským prostřednictvím jeho investiční společnosti Brociti Ivestments Limited.
K pobočkám Burisma Holdings patří Esko-Pivnich, Pari, Persha Ukrainska Naftogazova Kompaniya, Naftogaz Garant, KUB-Gas a Astroinvest-Ukraine.
Společnost Burisma Holdings je podezřelá z nestandardních obchodních transakcí s Hunterem Bidenem, synem prezidenta Spojených států Joea Bidena, vyšetřování se ho ale netýká, protože v té době ještě ve firmě nebyl. „Změny, které jsou nyní středem pozornosti mezinárodního společenství (tedy vstupu Huntera Bidena do firmy), nastaly až v květnu 2014, proto tyto změny nejsou a nikdy nebyly předmětem vyšetřování ukrajinského Národního protikorupčního úřadu,“